# Ałła Kolesnikowa
Ałla Georgijewna Kolesnikowa z domu Kriwoszczokowa (ros. Алла Георгиевна Колесникова (Кривощёкова), ur. 2 września 1941) – radziecka lekkoatletka, biegaczka średniodystansowa.
Zajęła 5. miejsce w biegu na 800 metrów na mistrzostwach Europy w 1966 w Budapeszcie.
Zdobyła srebrny medal w biegu na 800 metrów na europejskich igrzyskach halowych w 1968 w Madrycie, przegrywając jedynie z Karin Burneleit z NRD, a wyprzedzając swą rodaczkę Walentinę Łukjanową. Na mistrzostwach Europy w 1969 w Atenach zajęła 10. miejsce w biegu na 1500 metrów.
Była mistrzynią ZSRR w biegu na 800 metrów w 1966 i 1969. W hali była mistrzynią ZSRR w biegu na 800 metrów w 1971 i w biegu na 600 metrów w 1972.
Rekordy życiowe Kolesnikowej:
- bieg na 800 metrów – 2:04,2 (4 września 1966, Budapeszt)
- bieg na 1500 metrów – 4:18,2 (29 maja 1969, Moskwa)

Startowała w klubie Dinamo Moskwa.